# Gujiće
Gujiće (cirill betűkkel Гујиће) település Szerbiában, a Raškai körzet Tutini községében.

## Népesség
- 1948-ban 153 lakosa volt.
- 1953-ban 205 lakosa volt.
- 1961-ben 246 lakosa volt.
- 1971-ben 277 lakosa volt.
- 1981-ben 313 lakosa volt.
- 1991-ben 250 lakosa volt.
- 2002-ben 133 lakosa volt, akik közül 126 bosnyák (94,73%), 2 muzulmán és 5 ismeretlen.